# シャキーン!
『シャキーン！』は、2008年（平成20年）3月31日から2022年（令和4年）3月31日までNHK教育テレビ→NHK Eテレにて放送されていた子供向け番組。

## 概要
NHKのパイロット番組にあたる『NHK番組たまご』から誕生した番組のひとつで、3度のパイロット版放送を経て2008年3月31日より月曜日から金曜日の7:00 - 7:15の枠でレギュラー版開始。2009年度からはネコッパチ、2011年度からはあゆちゃんが新レギュラーとして加入する。2012年度にはあやめちゃんがレギュラーから離脱、代わりにナオトが加わり、セットも大きく変わっている。2015年度にはあゆちゃんとナオトがレギュラーから離脱、新レギュラーにめいちゃんとモモエが加わりセットが再リニューアルされる。2019年度にはめいちゃんとモモエがレギュラーから離脱、新レギュラーにここちゃんと歌鳴家はるかが加わりセットも再びリニューアルされている。レギュラーは3年～4年に一回離脱される。
2009年度から2010年度まで、派生番組として次週放送予定の内容を放送する『シャキーン！ザ・ナイト』が放送された。『シャキーン！ザ・ナイト』は対象を大人へ絞っており、顔の濃い夜型となったナイトジュモクのワンマン放送となっている。再放送は日曜日の深夜でNHK教育の最終番組となり、コーナーの合間にあるナイトジュモクの呟き（どうでもいい小ネタや自虐ネタ）も大人にしか分からない内容になっている。
2015年度、5年ぶりの夕方放送枠として『ゆうやけシャキーン！』が放送開始。2016年3月29日に放送終了。
2016年度よりデータ放送を開始。
2020年度より毎月最終金曜日の放送が廃止（替わって『マチスコープ』『あそビーバー』が編成）。
2021年度にて番組開始以来初めて放送時間が変更。毎週月曜日から木曜日の6:40 - 6:55となる。なお、毎週金曜日は前年度から放送されていた『マチスコープ』(6:40 - 6:50)と『あそビーバー』(6:50 - 6:55)が放送。
2022年3月31日をもって放送を終了し、14年間に渡る番組の歴史に幕を下ろした。

## 出演者・キャラクター

### 放送終了時点での出演者
ここちゃん・歌鳴家はるか・むちゅう人の3人組以外は声のみの出演。ジュモクさんとスーパージュモクは同じ筺体を使用しており、原則としてどちらか1人しか登場しない。2021年3月19日までは毎週金曜日も放送されたため、毎週金曜日は原則として月曜日から木曜日までに放送した内容の振り返り（再放送）であり、番組MCはスーパージュモク一人だけとなる。
新型コロナウイルスの影響のため、2020年6月22日放送分から8月6日放送分については、ここちゃんや歌鳴家はるかを含めて全員が声のみの出演となっており、ここちゃんやはるかが出演する際のスタジオパートはアニメーションで表現される。8月10日放送分からスタジオでの撮影が再開。ソーシャルディスタンスを保つため、ここちゃんとはるかの間にジュモクさんが入る位置関係になっている。
ジュモクさん（声：片桐仁）
むかしむかしこどもたちを楽しませていたが壊れて捨てられたテレビの妖精。物知りでウンチク好きなのは、壊れる前に色々な番組から学んだ知識らしい。みんなのまとめ役として頑張っている。好きな食べ物はもずく、ちょっとシャイな頑張り屋。
2021年7月26日放送分以降は登場しない状態となっていたが、同年11月1日放送分にてスーパージュモクの後継者となるため修行の旅に出ていたことが明かされ、2022年2月28日放送分より復帰した。

スーパージュモク（声：かわのをとや）※かわのはナレーション兼任
毎週金曜日に出演するジュモクさんの師匠。自称・お目覚め界の仙人。現在は不定期出演になっている。基本的に金曜日のみの出演だが、まれに他の曜日にも登場する。スペシャル版としては登場しない。
2021年4月の改編に伴い金曜日の放送が無くなったため2021年度上半期は総集編にのみ出演していたが、同年9月から翌年2月24日までジュモクの代役として毎日出演するようになった。
ネコッパチ（声：やついいちろう（エレキコミック））
捨てられたハチのぬいぐるみとシャキーンの木に住む子猫の魂が合体してできた妖精。猫のような尾は攻撃態勢になると蜂のような針になり、刺すこともできる。ジュモクさんのポジションを狙っている。
「しゃ」の発音がうまく出来ず､「シャキーン」のことを「ニャキーン」と言っている。
ここちゃん（太田瑚々）
めいちゃんの後を継ぎシャキーン！放送局のMCを務める小学生。
蒸気機関車にシャキーン！の種を植え付けて生まれた「木かん車」の車掌や移動劇場の支配人も兼任する。毎朝みんなを木かん車に乗せ、楽しい1日へ送り出す、しっかり者の小学生。
MC就任前は2018年度のコーナー「たいがー・りーの仮説」で助手を務めていた。
歌鳴家（かなりや）はるか（佐々木春樺）
木かん車に牽引される移動劇場の看板女優を務める元カナリアの妖精。自分の事を大女優だと思いこんでいる。
ミチ（道上愛弓） / ヒビキ（渡邊響） / コーゾー（岡坂幸蔵）
2021年度より加入。夢の中が好きな「むちゅう人」の3人組。普段は木かん車の側のテントの中で眠っている。
ユーモク（声：YOU）
2021年11月8日放送分にて初登場したジュモクの姉。
小林優子（ナレーター）

### 過去
てんかちゃん（橋本甜歌）（パイロット版）
さそり座で好きな食べ物はカレー。当時受験生であったためレギュラー放送では出演を見送られた。
あやめちゃん（小島あやめ）（2008年度 - 2011年度）
捨てられた人形の妖精。好きな食べ物は納豆。人形遊びと歌うことが大好き。2012年3月29日に番組を卒業。その後2022年3月21日 - 24日放送の｢シャキーン・ザ・ライブ｣および番組最終回となる同年3月31日放送分に再登場している。
あゆちゃん（兼崎杏優）（2011年度 - 2014年度）
売れ残った人形の妖精。お目覚め鳥がシャキーン！の木に運んできた。名付け親はあやめちゃん。はじめは赤ちゃんの状態であったがウロベエの力により成長した。2012年度からレギュラーとして登場、 2015年3月26日に番組を卒業。
ウロベエ（声：倉本美津留）（2011年度 - 2014年度）
シャキーンの木の内部に存在する「ウロ部屋」に住む妖精。あやめちゃん達に妖精としての命を与えたとされる謎多き人物。
- 実は、ウロスケはウロベエである。これはあゆちゃんとウロベエの二人でのコーナー時にウロベエが用事を足そうと出かけようとすると、あゆちゃんが「ウロスケなんでしょ」と真実を話す。ウロベエは隠すことも無くあっさりと認めている。なお、ウロスケの声はウロベエとは違っている。

ナオト（辻七音）（2012年度 - 2014年度）
人気のなかったヒーロー人形の妖精。ウロベエと共にあらたな秘密基地を作った。2013年8月19日の「きょうのキミは誰タイプ?」の直後に変身ベルトが壊れ、翌日からヒーロー変身前の姿に戻った。2015年3月26日に番組を卒業。
ナイトジュモク（声：片桐仁）
『シャキーン！ザ・ナイト』に登場。夜寝ていたジュモクさんにネコッパチが自分の針を刺したところナイトジュモクに変貌した。
『シャキーン！ザ・ナイト』終了後、「ダンディジュモク」という名で『シャキーン！』にゲスト出演するようになる。
めいちゃん（高橋萌衣）(2015年度 - 2018年度)
シャキーン！の放送がしたいという念願が叶い、ジュモクさんとネコッパチと放送局を始めることになった小学生。OPで雲が描かれた空色のランドセルを背負っている。2019年3月28日に番組を卒業。
モモエ（松田杏咲）(2015年度 - 2018年度)
「16代目桃太郎」を自称する桃の妖精。
「ジョウシ鬼」を倒すためのお供を探しており、気に入った者にきびだんごをあげてお供にしようとする。ジュモクさんのことを「木の箱さん」と呼ぶ。鼻でリコーダーを演奏できる。2019年3月28日に番組を卒業。
ジュモやん（声：片桐仁）
『ゆうやけシャキーン！』の司会を務める。ジュモクさんの親戚。関西人のように関西弁を喋ったり、ノリツッコミを言う。総集編の『シャキーン！』に登場したこともある。
『ゆうやけシャキーン！』終了後、『シャキーン！』にゲスト出演するようになる。
菊やん
2015年度のみ登場『ゆうやけシャキーン！』のアシスタントを務めるコウモリ。本名は「菊頭 五郎」。ネコッパチと違って人間の言葉は話せない。たまにボケを披露し、ジュモやんに突っ込まれる。『ゆうやけシャキーン！』の終了以降、登場していない。

### 変遷
| 年度         | 出演者                  | 出演者               | シャキーン！のキャラクター                                   | 派生番組のキャラクター (カッコ内は派生番組名) | ナレーター            |
| ------------ | ----------------------- | -------------------- | ------------------------------------------------------------ | --------------------------------------------- | --------------------- |
| パイロット版 | てんかちゃん            | てんかちゃん         | ジュモクさん                                                 | -                                             | 小林優子 かわのをとや |
| 2008         | あやめちゃん            | あやめちゃん         | ジュモクさん スーパージュモク                                | -                                             | 小林優子 かわのをとや |
| 2009−2010    | あやめちゃん            | あやめちゃん         | ジュモクさん スーパージュモク ネコッパチ                     | ナイトジュモク （シャキーン！ザ・ナイト）     | 小林優子 かわのをとや |
| 2011         | あやめちゃん            | あゆちゃん           | ジュモクさん スーパージュモク ネコッパチ ウロベエ            | -                                             | 小林優子 かわのをとや |
| 2012−2014    | あゆちゃん              | ナオト               | ジュモクさん スーパージュモク ネコッパチ ウロベエ            | -                                             | 小林優子 かわのをとや |
| 2015         | めいちゃん              | モモエ               | ジュモクさん スーパージュモク ネコッパチ                     | ジュモやん 菊やん (ゆうやけシャキーン！)      | 小林優子 かわのをとや |
| 2016−2018    | めいちゃん              | モモエ               | ジュモクさん スーパージュモク ネコッパチ ジュモやん ネコやん | -                                             | 小林優子 かわのをとや |
| 2019−2020    | ここちゃん 歌鳴家はるか | 歌鳴家はるか         | ジュモクさん スーパージュモク ネコッパチ                     | -                                             | 小林優子 かわのをとや |
| 2021         | ここちゃん 歌鳴家はるか | ミチ ヒビキ コーゾー | ジュモクさん スーパージュモク ネコッパチ                     | -                                             | 小林優子 かわのをとや |

## 放送時間
パイロット版
第1シリーズ・春
2007年5月14日 - 5月18日：7:00 - 7:15
再放送（第1シリーズ・春のみ）
2007年7月29日：16:25 - 16:55（関東は16:40 - 16:55、広島・福岡は休止）
第2シリーズ・夏
2007年7月30日 - 8月3日：7:00 - 7:15
第3シリーズ・冬
2008年1月1日 - 1月3日：8:00 - 8:15
レギュラー放送
2008年3月31日 - 2020年3月27日
毎週月 - 金曜日 7:00 - 7:15
2020年3月30日 ｰ 2021年3月25日
毎週月 - 金曜日 7:00 ｰ 7:15（毎月最終金曜日はマチスコープ・あそビーバーが放送されるため放送休止）
2021年3月29日 - 2022年3月31日
毎週月 - 木曜日 6:40 - 6:55（毎週金曜日はマチスコープ・あそビーバーが放送されるため放送休止）
シャキーン！ザ・ナイト
2009年度
本放送：毎週水曜日 19:25 - 19:45
再放送：毎週日曜日 0:25 - 0:45（土曜日深夜）
2010年度
本放送：毎週水曜日 19:20 - 19:40
再放送：毎週月曜日 0:40 - 1:00（日曜日深夜） - 日曜日付の放送の最終番組にあたる。
※海外向けのNHKワールド・プレミアムでも放送された。
ゆうやけシャキーン！
毎週火曜日 17:35 - 17:45

## 番組構成
ジュモクさん・ネコッパチ・ここちゃん・歌鳴家はるかは原則として月曜日から木曜日の登場。金曜日はスーパージュモクが登場し、1週間の総集編的な内容となる。
2008年度は学校の長期休暇の時期以外は毎回新規製作分を放送していたが、2009年度は全期間を通して5週に1週が過去コーナーの再構成となっている。

### 長期休暇中の番組構成
学校の長期休暇の時期は、過去に放送されたコーナーの再構成もしくは特別企画となる。
2008年度
- 「ひらめきリレー」や「今日の指令」が休止されたほか、金曜日も「10倍シャキーン！」の形式にならずに通常声クササイズ・シャキーンプレゼン・シャキーン調査・シャキーン辞典が放送された。

| 休暇   | 開始日         | 終了日        | 内容 |
| ------ | -------------- | ------------- | --- |
| 夏休み | 2008年7月21日  | 2008年8月29日 | 7月25日のみ、新作のシャキーン！プレゼンと、今日の指令が放送された。最後の週は、2つの場所にあやめが行く新作が放送。 |
| 冬休み | 2008年12月22日 | 2009年1月9日  | 12月29日、31日、1月1日は他番組のため、12月29日は地球温暖化対策に伴う午前時間帯停波のため休止。                     |
| 春休み | 2009年3月16日  | 2009年3月27日 | 3月27日には、エンディングで2009年度に関する予告が行われた。                                                        |

2009年度
- 前述の通り、通常期間にも総集編週が設けられた。

| 休暇   | 開始日         | 終了日         | 内容 |
| ------ | -------------- | -------------- | --- |
| 夏休み | 2009年7月27日  | 2009年8月14日  | 8月14日には、スーパージュモクが登場し、スーパージャストタイムが放送された。                                   |
| 冬休み | 2009年12月14日 | 2009年12月31日 | 12月31日は大晦日30分スペシャル（新聞テレビ欄表記は「シャキーン！選」）として放送。1月1日は休止。              |
| 春休み | 2010年3月17日  | 2010年3月26日  | 3月17日・18日に「シャキーン！ミュージック」内で放送された曲のライブ版「シャキーン！ザ・ライブ」が放送された。 |

## 番組終了時点のコーナー

### スタジオコーナー
お祝いミュージカル
はるかがカナリア劇団の仲間といっしょに「今日は何の日」にちなんだ寸劇を披露する火曜日限定コーナー。
クイズ！メモして答えよう！
流れてくる映像を見ながら内容をメモしていき、続いてそのメモを見ながらネコッパチが出すクイズに答えていく。

### 視聴者参加コーナー
新しい世界の法則
自分が見つけた世界を変える新しい驚きの法則を、折りたたみボードで発表してもらう。
何ができても名づけて先生
一クラス全員で1枚のおりがみを一人一回ずつ折っていき、出来た作品にクラス担任の先生がタイトルをつける。
かんじるドリル
視聴者考案の新しい漢字を紹介するコーナー。

### VTRコーナー
終わる瞬間
スーパーマーケットや水族館、交番などあらゆる場所の閉店・閉館する瞬間までをドキュメンタリー風に紹介する。
いちぶんがく
アンティーク風の古書店（2017年からは図書館らしい一室）を訪れた中村ゆりか演じる女性が、著名な日本文学作品から抜き出された面白い一文章を見つけ、どんな物語なのか想像するというもの。2017年からは海外文学も加わり、後半からは文章を読み上げる構成に変わる。2019年からは舞台が銀河鉄道の夜を模した列車の中に変わり、車掌や居合わせた乗客が本を渡す形式になる。
給食のほそみち
サングラスをかけたばしょうさん（小宮山雄飛）が各地の小学校の特色ある給食を食べて一句詠む。ナレーションは渡辺慎。
サウンドファイターズ
2018年度からのコーナー。「音棒倒し」の後継コーナーで、「音相撲」のリニューアル版。さまざまなバンドのミュージシャン（主にベーシスト）が、自分が演奏する楽器の音で力士を動かして紙相撲を行う。土俵は四隅にスピーカーを配置し、その上にガラス板を置いたもの。ナレーションはアフロ（MOROHA）。
リップシンクササイズ
2018年度からのコーナー。闇に浮かび上がる唇に合わせて発声を行うコーナー。DJ KOOが音声を担当している。
がっちゃんのドキドキ世界
がっちゃん（宮田岳）とりおちゃん（川口莉央）が様々な素材をテーマに工作を行うロケコーナー。
気の合う3人

小学50年生のりおくん
2019年度からのコーナー。西川のりお扮する小学生歴50年のプロ小学生・のりおくんと、POISON GIRL BAND扮する先生が小学生の悩みに答える。
2020年度からは「小学51年生のりおくん」にリニューアル。
形容詞くっつけ工場

つりあってる？

君も名を

まつりばなし

オッケーお茶の間

推理作家おくゆかさん
木村多江演じる『言わぬが花の美しさ』をモットーにする控えめで奥ゆかしい推理作家のおくゆかさんが呟く「君に〇の字」がなにを指しているのかを、居候の弟子作家と共にあてる。
カウントダウン劇場
児嶋一哉演じるイリュージョニストが、店にいるお客の会話内容などから3. 2. 1のカウントダウンを探し出し、色々なものを出現させる。が、毎回店員からわざとらしくものの名前を間違われその度ツッコミを入れる。
惑星家族 / 惑星兄弟
ハッタケさん
名は芸をあらわす
お笑いコンビ・ジャルジャルが、ことわざをテーマにした漫才を一本披露する。ネタが終わると、そのことわざの意味がテロップで表示される。
基本はしゃべくり漫才で、オチがないネタもある。
2019年度まではM-1グランプリでも着用していた光沢のある青いスーツでネタをしていたが、2020年度からは茶色いスーツを着用してネタをしている。
フィンガーマスク
K.E.N-DIGIT演じるサイバー衣装の男が、指の形を仮面のように見立てていくコーナー。
キャラクターは青い髪で赤い服（胸にFINGER MASKと記載）、もしくは白い髪で白い革ジャンの２種類のパターンが存在する。
こんな民話があるんだよ

ちりちりちられ

旬ハウス
ゾフィーのコントコーナー
逆の立場少年X

音めし屋さん

かもの術

ぞうの術

ヒロスデママ

### アートコーナー
2018年よりスタートしたコーナー。下記の3コーナーが不定期でランダムに放送される。出演は3コーナー総て田中偉一郎。
ストリート・デストロイヤー
街中にあるヒビに対して殴るなどのポーズを取って街を破壊しているように見せるアートコーナー。
ストリート・メーカー
経年劣化によりかすれた道路標示を、刷毛やローラーを使ってさも塗装しているように見せる。
ストリート・タイルダンサー
歩道に埋め込まれた色や形が異なるインターロッキングブロックを、音楽ゲームのパネルのようにタッチすることで音楽を作成する。

### アニメコーナー
サバイバルエンジン
2021年度に放送されたアニメコーナー。トオルとルーシーの兄妹が大昔の時代にタイムスリップしサバイバルするという内容。アニメーション制作はFrying Ship Studio。

### おめざめクイズ
| - 01.人間観察クイズ - 02.数字クイズ - 03.かなクイズ - 04.足数えクイズ - 05.あるものがない - 06.今の何? - 07.間違い探し - 08.見聞き分けクイズ - 09.3D迷路クイズ - 10.どっちが多い? - 11.大接近 - 12.バラバラ文字クイズ - 13.重ねると何になる? - 14.これは何? - 15.エレメントクイズ - 16.組み立て文字クイズ - 17.望遠鏡クイズ - 18.仲間はずれクイズ - 19.組み立てクイズ - 20.車窓クイズ【車窓には何がいる？】 | - 21.3Dシルエットクイズ - 22.誰のこと? - 23.ジャストポイント - 24.世界のオノマトペ - 25.どっちが多い? - 26.へい、らっしゃい！【注文クイズ】 - 27.上下まちがい探し - 28.見聞きわけクイズ - 29.家には誰がいる? - 30.キューブクイズ - 31.だるま落としクイズ【マイクとテリー・だるま落とし兄弟】 - 32.アングルクイズ - 33.同音探しクイズ - 34.ビンゴクイズ - 35.しりとりルートクイズ - 36.軌道当てクイズ - 37.ジャンケンクイズ - 38.大人になったら - 39.エアお仕事 - 40.おしゃべりマジシャン | - 41.試着クイズ - 42.すしクイズ - 43.マトリョーシカクイズ - 44.チーズクイズ - 45.一本釣りクイズ - 46.かぎあなクイズ - 47.出前クイズ - 48.はがたクイズ - 49.ほめられてのびるくん - 50.深海クイズ - 51.UFOを追いかけろ - 52.シンクロクイズ - 53.大群クイズ - 54.ひこうきクイズ - 55.修行クイズ - 56.げた箱クイズ - 57.かくれんぼクイズ - 58.おりたたみクイズ - 59.石ころクイズ - 60.どっちのコース? |

### シャキーン!ミュージック
歌のコーナー。歌はおよそ1か月半程度で交代される。
2008年度の歌コーナーは主に水 - 金曜日に放送され、金曜日はフルコーラスバージョンとなる。2009年度以降の歌コーナーは全曜日の放送となり、また一部の曲を除いてショートバージョンが無くなり全てフルコーラスとなった。
2011年度と2012年度は1学期・2学期は2曲、3学期は1曲のみの発表で、新曲数は例年の約半分に留まった。2013年度と2014年度も『なんどく列車ツアーズ』の歌詞バージョン違いが挟まる関係で新曲数を減少させている。
2016年度より歌の前に『シャキーン！ミュージック』のコーナータイトルおよびタイトルコールが挿入される。

## 番組の主な流れ
2008年度
- オープニングテーマ「シャキーン！のテーマ」
- お目覚めエクササイズのコーナー
- クイズ（毎回2問出題）
- スタジオコーナー
  - 月曜日 「おもしりとり＆シャキーン！辞典」
  - 火曜日 「シャキーン！プレゼン」
  - 水曜日 「シャキーン！調査」
  - 木曜日 「あっそうだ、あやめちゃん」
  - 金曜日 「今週のひらめきリレーダイジェスト」
- シャキーン！ミュージック（月曜日・火曜日にはきまりはない）
- VTRコーナー
- ひらめきリレー
- 月曜日「ものローグ」火曜日「おべとも学園」水曜日（決まりは特にない）木曜日「分け」金曜日「ものローグ＆おべとも学園」の再放送が行われる。
- 「エンディングテーマ シャキーンの木」

総集編週の場合は異なる。
2009年度
順番は変更になって、オープニングは月・金を除いて火 - 木は2日しか放送されない。いきなりクイズが放送される日もある。その後にお目覚めエクササイズが放送される日もある。
- 月曜日は「おじゃまニャキーン！&お目覚めジュモク塾」、火曜日は「心音川柳&シャキーン！辞典」、水曜日は「もの申す&シャキーン！調査」、木曜日は「シャキーン！ファンクラブ」または「ニャキーン！ファンクラブ」と「あっそうだ、あやめちゃん」または「あっそうだ、ネコッパチ」、金曜日は「スーパー4分の世界」になる。
- 歌（シャキーン！ミュージック）は金曜日を除いて原則新曲放送。
- 週に1回「おえかきリレー」や「ひらめきリレー」が放送される。
- その後に月曜日は「笑いのSHOW学校＆かずことばなし」、火曜日は「おべとも学園」、水曜日は決まりはなし、木曜日は「地図アート＆ものローグ」、金曜日は再放送。

- その後にエンディングテーマ「シャキーン！の木」になる。

2010年度
- 各スタジオコーナーが曜日不定となり日によっては番組の最後にエクササイズを行うなど前年度よりも変則的かつ流動的な構成となった。
- 「おえかきリレー」「ひらめきリレー」も引き続き週1回で放送。新たな視聴者コーナーとして「きんもちえー！」がスタート。
- アニメコーナーは毎週火曜日に「おべとも学園」、木曜日に「株式会社ZOO」と新コーナー「クノーチェ」を隔週で放送。
- 金曜日は再放送。新たに「シャキーン！スター（金曜日版）」がスタート、エンディングテーマ「シャキーン!の木」の後にシャキーン！スター探しの正解発表のミニコーナーがある。

2011年度
- オープニング映像が実写+3DCGにリニューアル。
- 新たな帯コーナーとして視聴者参加コーナーとなった「おもしりとり」とミニドラマ「シャキーン！観察日誌」がスタート。アニメコーナーは毎週火曜日の「おべとも学園」のみに。
- 飛び入りのスタジオコーナーが行われたり、日によって歌のコーナーがないなど2010年度から更に変則的な構成となった。
- あやめちゃんの番組卒業に合わせ、3月最終週もレギュラー放送が行われた。

2012年度
- スタジオセットが刷新され、それに伴ってオープニング映像も2010年度までの2Dアニメーション調のものに再リニューアル。
- アニメコーナーは火曜日の「おべとも学園」に加え木曜日に「フリッジ」がスタート（隔週放送）。

2013年度
- 火曜日の新アニメコーナー「迷宮家族」がスタート。新エンディングコーナー「きょうのキミは誰タイプ?」がスタート。

2014年度
- 「迷宮家族II」がスタート。新エンディングコーナー「ハモっていってきます！」がスタート。
- あゆちゃんとナオトの番組卒業に合わせ、3月最終週もレギュラー放送が行われた。

2015年度
- スタジオセットとオープニング映像が刷新。金曜日のみOP冒頭にスーパージュモクによるコールが追加される。
- 視聴者参加型の新コーナーとして「フレ！フレ！フラッグ」が、水曜日に新アニメコーナー「謎新聞ミライタイムズ」がスタート。
- エクササイズコーナーが週1 - 2回程度の放送となり、エンディングコーナーも廃止されるなどコーナー構成が大きく変更されている。

2016年度
- データ放送開始。テレビのリモコンを使いおみくじゲームに参加できる（毎回7時14分に実施）。
- 視聴者参加型の新コーナーとして「たまんクイズ」が、ミニドラマ「天才数学者 56教授」がスタート。

2017年度
- 放送スケジュールが前年度までの6週サイクル（レギュラー5週+総集編1週）から5週サイクル（レギュラー4週+総集編1週）となる。ミュージックコーナーは当初前年度と同じく6週サイクルによる更新であったが、2017年10月9日放送分より同期化された。
- 月曜日のミニドラマ枠として「月曜日の男シアター」がスタート。

2018年度
- 水曜日に新アニメコーナー「クルーズモンスター」がスタート。
- めいちゃんとモモエの番組卒業に合わせ、3月最終週もレギュラー放送が行われた。

2019年度
- スタジオセットとオープニング映像が刷新。
- 視聴者参加型の新コーナーとして「新しい世界の法則」が、月曜日のミニドラマ枠として「未来からきた先生」がスタート。また、11年ぶりにテロップが変更された。

2020年度
- 月曜日は「会いにいくシャキーン」と題し、シャキーンのメンバーらが日本各地の小学校へ赴く全編ロケ出演となる。
- 毎月最終金曜日は放送は休止になり、替わって『マチスコープ』と『あそビーバー』が放送される。

2021年度
- スタジオセットがリニューアル。OPにレギュラーメンバーや各コーナーのキャストによるトークパートが追加。
- 水曜日に新アニメコーナー「サバイバルエンジン」がスタート。
- 放送時間が毎週月曜日から木曜日の6:40 - 6:55に変更。毎週金曜日は『マチスコープ』（6:40 - 6:50）と『あそビーバー』（6:50 - 6:55）が放送。
- 「おわり/制作・著作NHK」の「おわり」の部分が廃止。
- 番組の終了に合わせ、3月最終週もレギュラー放送が行われた。

## 過去のコーナー

### 過去のスタジオコーナー
声クササイズ/ハイテンション声クササイズ
次々に出てくる映像が表しているものを、声に出して読み上げるコーナー。最初にジュモクさんから4枚、次にあやめちゃんから4枚、最後に2人の写真がミックスされて表示される。2011年度ではタイトルが「ハイテンション声クササイズ」へとリニューアルされ、テーマソングも変更された。
耳クササイズ
ジュモクさんが言うトリビアを聞き取るコーナー。お題（とても早い）を読み上げたあとに、早い（これで分かれば超シャキーン！）、少し早い（これで分かればプチシャキーン！）、答えの順に読み上げられる。
指クササイズ
あやめちゃんが右手と左手で1から5の数の間で指を出し、「はい！」の合図とともにまねをする。1回3セットで、1セット目は左右ともに同じ数、2セット目からは右と左で別々の数を出し、最後のセットはペースが上がる。
首クササイズ
あやめちゃんがさす指と同じ方向または別の方向を首で向くエクササイズ。
早口クササイズ
目クササイズ
2008年度は、画面の様々な場所に次々に表示される文字をつなげて読むと、どんな単語になるかを当てるコーナーで、3文字から順に6文字までとなる。2009年度は、画面を一瞬で横切る文字をつなげて読むと、どんな単語になるかを当てるコーナーで、4文字から6文字までとなる。
フレクササイズ
盛り上げクササイズ
母音クササイズ
スーパー声クササイズ/スーパーハイテンション声クササイズ
次々に変わる写真が、表しているものを声に出して読み上げるコーナー。最初にスーパージュモクさんから4枚、次にあやめちゃん（スーパージュモクさん）から4枚、最後に計8枚の写真がミックスされて2枚同時に表示される（通常の声クササイズとは違い、2回言わなければならない）。
スーパー目クササイズ
2008年度は画面の様々な場所に、次々に表示される文字をつなげて読むと何になるかを考えるコーナーで、3文字から順に10文字までとなる。2009年度は、画面に一瞬で流れる文字を当てるもので、4文字から10文字までとなる。
スーパー耳クササイズ
スーパージュモクさんが言う早口ことばを聞き取るコーナー。お題を読み上げたあとに、少しゆっくり（これで分かれば超シャキーン）、だいぶゆっくり（これで分かればプチシャキーン）、答えの順に読み上げられる。
スーパー指クササイズ
右手と左手で1 - 5の数の間で指を出し、「はい！」の合図とともに自分で数を作る。1回3セットで、1セット目は左右ともに同じ数、2回目は右と左で別々の数を出し、最後のセットはペースが上がる。
インプロゲーム
パイロット版のみ。インプロ（即興演劇）の手法を取り入れたゲームを多数使用する。
監修：池上奈生美・出演：入岡雅人、グリーンさん（飯野雅彦）、レッドさん（松本雅子）（NeXT IMPRO THEATRE）
お目覚めたまご
「三文の徳」という言葉と共に学校で友だちと話題にしたくなるようなトピックを紹介するコーナー。
「三文の徳」は番組が終わる直前にやっているが、「お目覚めたまご」は番組が始まる冒頭でやっていた。
シャキーン辞典
2008年度は月曜日に放送。2009年度は火曜日に週1回放送。視聴者から募集したテーマに沿った事柄（「よく起こる偶然」「役に立たない大発見」など）の投稿を発表する。
シャキーンプレゼン
2008年度の火曜日に放送されていたコーナー。ジュモクさんの独断でクイズなどを行う。
シャキーン調査
2008年度の水曜日に放送されていたコーナー。シャキーン会員に行ったアンケートの結果を発表する。
おめざめジュモク塾
2009年度の月曜日に週1回放送されていたコーナー。ジュモクさんがおめざめの塾をする。
あっそうだ、あやめちゃん/あっそうだ、ネコッパチ
2008年度は木曜日に放送。2009年度も同曜日に隔週で放送。視聴者からの質問に対してあやめちゃんが独自の見解で答える。なお、質問に対する明確な答えや有力な説が存在する場合は、コーナーの最後に注釈のナレーションが入る。
『〜ネコッパチ』は同上の内容で、視聴者からの質問に対してネコッパチが独自の見解で答える。
反対ことばゲーム
2008年度の1週のみ放送された。
おじゃまニャキーン/おじゃまニャキーン・ザ・ワールド
2008年度の隔週月曜日に放送されていたコーナー。週にフィーチャーされる都道府県のトリビアを、ネコッパチが紹介する。その週はフィーチャーされた都道府県をテーマに連動したコーナーが続くという内容。
『〜ザ・ワールド』は2010年度に隔週・曜日不定で放送された後継コーナーで、おじゃまニャキーンの世界版。
世界の朝食
2010年度に放送されたコーナー。スーパージュモクさんが準備したさまざまな国の朝食をあやめちゃんが食べ、最後にその国の言葉で「おいしい」を表現する。
こころ音川柳
2009年度の火曜日に週1回放送されたコーナー。「ドキッ」「ガクッ」などを五・七・五（五・八・五）のリズムで川柳を読み上げる。
くりかえし言葉
2010年度に放送されたコーナー。視聴者が考えたオリジナルの繰り返しの擬音詞を紹介。2011年3月14日をもってコーナーを終了した。
もの申す！
2009年度から2010年度まで放送されていたコーナー。2009年度は隔週水曜日、2010年度は隔週・曜日不定で放送。自分の名称に不満を持った様々な「もの」に視聴者から新しい名称を募集する。「もの」の声は倉本美津留が演じる。
勝手に友達ゲーム
2009年度から2010年度まで放送されていたコーナー。2009年度は隔週水曜日、2010年度は隔週・曜日不定で放送。関連性の無いもの同士に共通項を見出し友達同士にしていく一種の連想ゲーム。
あたりまえのはじまり / 疑え！そこのあたりまえ
2010年度から2011年度まで放送されたコーナー。前者はジュモクさんが日常にある様々なものの「はじまり」を解説する。後者はその実質的な後継コーナーにあたり視聴者から寄せられた「あたりまえ」の疑問についてジュモクさんが答える。
おもしろ顔ことば
2010年度に放送。「顔ことば」とは「顔」の各部分を例えにしたことわざの事で、視聴者から寄せられたオリジナルの顔ことばを紹介する。
シャキーン・ファンクラブ/ニャキーン・ファンクラブ
2009年度の木曜日に週1回放送されていたコーナー。シャキーン・ファンクラブ会員番号に入会している視聴者からのお便りを紹介するコーナー。『ニャキーン〜』はあやめちゃんに代わってネコッパチがお便りを紹介する。
2010年度以降のお便りは各スタジオコーナーの合間に紹介される形式となったためコーナーとしては消滅した。
今日の指令
金曜日以外のエンディングにジュモクさん（時にはスーパージュモク）の顔部分に映し出される（ジュモクさんの頭にシャキーン鳥の卵を入れると顔（途中から沢山の指令になった）が回り始め、最後に今日の指令が止まって出てくる）。総集編週はエンディングがバンク映像使用となるため、コーナーはない。2012年度をもって終了。
わらクササイズ
ものの名前を一文字ずつ区切り、笑いながら読んでいく。
ひらひら目体操
モモエが飛ばした花びらに書かれた文字を読んでいく。毎回たくさんの花びらで周りを散らかすため、ジュモクさんからは不評をかう。
つっこみクササイズ
ネコッパチが出したお題を使って写真につっこんでいく。
聞き分けクササイズ
モモエ・ジュモクさん・ネコッパチの三人が同時に言った言葉を聞き当てるゲーム。最初は普通の速度から段々ゆっくりになっていき、どの時点で聞き分けられたかを当てる。
もりあげクササイズ
音楽に合わせてネコッパチが出した数字の数ぶん手拍子をする。
モモエの首ふりおとも体操
おともの動物の鳴き声が聞こえた方向に首を振るゲーム。イヌとサルの他、何故かキジの代わりにネズミやウシが出てくる。
さぁ、おやりなさい！
モモエの動きを映像に合わせてマネする。
命名チャンス
ポジティブノック
ジュモクさんがお題に出した失敗場面に、めいちゃんとモモエとネコッパチが野球のノックの動作をしながらポジティブな答えを出していく。
シャキーン！道場
めいちゃんとモモエがネコッパチが出す道場風のお題に挑戦し、最後にジュモクさんが挑戦から何を学んだのか聞かされる。
かぶらないで！ハイポーズ！
同音異字をテーマとしたジェスチャーゲーム。「はし」なら「橋と箸」など相手とかぶらない言葉のポーズを取るという内容。
今日のステップ
カレンダーミラーショー
10秒ねんど
めいちゃんが10秒以内に粘土で作ったものをジュモクさんとネコッパチが当てる。
ふりふりキャプテンめい
旗振りをテーマにしたゲーム。めいちゃんが見たものを手旗信号で伝え、何を見たのか当てる。
同じ答えを言わせまショー
めいちゃんとモモエがホワイトボードに貼られた二種類のカードを組み合わせ（例：怖い建物、固い職業など…）て、ジュモクさんとネコッパチが同じ答えを出せそうなお題を作る。

### 過去の視聴者参加コーナー
ひらめきリレー
パイロット版の「インプロゲーム」の流れを受け継いだコーナー。一般視聴者のグループが4人1組で参加する。1人が取ったポーズに対して、もう1人が別のポーズを加えることで2人である事象を表現する。前者が退いた後、後者のポーズにまた別の人がまたポーズを加え…という流れを繰り返す。なお、その日の最後の人のポーズは翌日分の最初の人にも引き継がれる。
2008年度は月曜日から木曜日まで毎日放送し、金曜日の「10倍シャキーン！」では「今週のひらめきリレーダイジェスト」と題して、月曜日から木曜日の全ポーズをまとめて流す形になっていた。また、学校の長期休暇の時期は休止となっていた。年度の最後のポーズは、「卒業式」のまま終わった。
2009年度からは週1回のみで前の回からのポーズの引継ぎが廃止され、最初に1人で表現することになった（「今週のひらめきリレーダイジェスト」がなくなったため）。
おえかきリレー
2009年度から2010年度まで放送されたコーナー。大きな白いキャンバスにロープで絵を描いて表現するコーナー。一般視聴者のグループが4人1組で参加する。横から描く（回す）時は4人で手伝う時もある。
おもしりとり
2008年度にスタジオコーナーで放送されていたもので、2011年度に視聴者参加型コーナーとしてリニューアル。日替わりで参加者がリレー形式でしりとりで2つの単語を繋げた言葉を作り、イラストと共にその言葉がどんなものであるかを説明する。そして次の参加者はその言葉から後ろ部分の単語をとって新たな言葉を作る、という内容。2014年3月20日に一旦終了し、2017年度より再開。再開後の内容は2011年度版に概ね準ずる。
2008年度のものは、あやめちゃんが出した単語に対しジュモクさんがしりとりで成立する単語を出し、その2つの単語をくっつけた言葉がどんなものであるかを説明する。その後あやめちゃんとジュモクさんが入れ替わりこれを4回繰り返す、という内容であった（隔週月曜日放送）。
2018年からはルールが少し変わり、後ろにつく単語がどんな言葉でもOKになり、「ん」がついても大丈夫になった。2019年をもって再びコーナー終了。
きんもちえ〜
2010年度に放送されたコーナー。日常において「気持ちいいと感じた瞬間」を視聴者が歌で綴るコーナー。
テレーン！
2011年度に放送。視聴者から送られた、テーマに沿った「変顔」を紹介するコーナー。
のびろ！てんぐの鼻
2014年度に放送。折れた天狗（声：飯尾和樹）の鼻を視聴者から募集した写真をつなげて伸ばしていくというコーナー。
ツーワードゲーム
2010年度から始まったコーナー。4人一組の参加者チームが1人2つずつ、計8つのキーワードを出していき、そこから連想する言葉をスタジオ出演者達が当てるという内容。
2012年に特別編の「スリーワードゲーム」を放送。
フレ！フレ！フラッグ
参加者だけにしか分からない『好きなもの』を大きな旗に描いてもらい、その旗を振りながら紹介する。
たまんクイズ
身の回りにあるちょっとした自慢出来る人や物を紹介してもらう。
なんどくバスツアー
2016年度から始まったコーナー。『なんどく列車ツアーズ』のバス版で、視聴者から送られてきた難読停留所を紹介する。
夢のスーパーロボ カンペキンダー
2016年度から始まったコーナー。基本的な機能は備えているのに、ある大切な機能が欠けているロボットを視聴者のアイデアで完成させる。
ことわざMIX
二つのことわざの文を組み合わせて、新しいことわざを作る。
アー！っと驚かせてもらいまショー！
視聴者より寄せられた「アー！」っと驚く人物や物を紹介するコーナー。

### 過去のVTRコーナー
60秒
60秒でできること。
変顔たいそう

きっちり奉行
西川のりお扮する「きっちり奉行」が普段曖昧にされがちな物の定義を教授する。前述の「答えは、ない」の対極に位置するコーナー（例：ういろうと羊羹）。
きっちり裁判官
西川のりお扮する、バッハのような格好をした「きっちり裁判官」が、和製英語を英語として使う間違いを指摘する。
トラベル奉行
2013年度に不定期に放送されていた、西川のりお扮する「トラベル奉行」が旅の安全を守るために指摘をするコーナー。見た目は、｢きっちり奉行｣と同じだが、トラベル奉行は寿司桶の中に入っている。
連呼合唱団の歌
合唱団が「ある言葉」を連続して言い歌い、その連続して繋がっている言葉の区切りを変えると「別の言葉」に変化する言葉遊び。
例えば、「渋滞」〜「じゅうたいじゅうたいじゅうたいじゅう」〜「体重」、「冷房」〜「れいぼうれいぼうれいぼうれい」〜「亡霊」、等。
映像で合唱団が歌う「ある言葉」に人物が焦る行動をとり、変化した「別の言葉」にたどり着くと安心するか驚いたりして終わる。時には悲劇の結末もあり、その時は合唱団が「アー」と歌って終わる。
1. じゅうたい
「じゅうたい」「じゅうたい」を続けて言い歌う。「渋滞」で病院に間に合わない男性が到着して、「体重」を量った。
2. いやだ
「いやだ」「いやだ」を続けて言い歌う。海岸で女性にふられた男性が、ふられた相手（女性）ついて来て、きれいな「ダイヤ」の結婚指輪を見せた。しかし、相手（女性）が「嫌だ」と言ったため、最後に合唱団が「アー」と歌った。
3. まんじゅう
「まんじゅう」「まんじゅう」を続けて言い歌う。どこかにある和菓子店で男性が「饅頭」を次々と食べて、最後に払った値段が、「10万」円だった。
4. れいぼう
「れいぼう」「れいぼう」を続けて言い歌う。女性が帰り道で暑い暑いと帰って、家の「冷房」をつけたとたんに、「亡霊」があらわれた。
5. がまん
「がまん」「がまん」を続けて言い歌う。勉強に集中できない小学生の男子が、「我慢」の限界となって、「漫画」を読んだ。だが、ママ（母親）に叱られ、最後には前回の「いやだ」同様、合唱団が「アー」と歌った。
6. くらい
「くらい」「くらい」を続けて言い歌う。「暗い」部屋の中、男性が冷蔵庫の中にある「イクラ」を食べていた。
7. かいがん
「かいがん」「かいがん」を続けて言い歌う。砂浜の「海岸」を2人の男性が走り、ビーチフラッグスのようにダイブするが旗の代わりに用意されたものが視力検査で使う目隠しだった。「眼科医」の検査である。
8. べると
「べると」「べると」を続けて言い歌う。屋上に立っている男性がズボンの「ベルト」を外して頭の上でヘリコプタのように回していると、空へ「飛べる」ようになった。
9. なかいと
「なかいと」「なかいと」を続けて言い歌う。「なかい（中居）と」誘った友人がケーキ屋に入り、二人は「トナカイ」の格好でアルバイトをする。

音相撲
スピーカーの上に紙の土俵を置き、それから紙相撲開始というコーナー。実況はNHKアナウンサーの大澤幹朗が担当。
- 第1戦　エレキギター場所　勝者：シャキーン富士　敗者：シャキの山　ギタリスト：野村義男
- 第2戦　ヒューマンビートボックス場所　勝者：シャキ錦　敗者：千代シャキーン　ヒューマンビートボクサー：アフ:ラ
- 第3戦　ドラム場所　勝者：シャキの海　敗者：シャキの里　ドラマー：まこと（シャ乱Q）
- 第4戦　ベース場所　勝者：大シャキーン　敗者：朝日の出　ベーシスト：ハマオカモト（OKAMOTO'S）
- 第5戦　トロンボーン場所　勝者：朝昇　敗者：四葉山　トロンボーン演奏：北原雅彦（東京スカパラダイスオーケストラ）
- 第6戦　電子ピアノ場所　勝者：シャキン道　敗者：早起山　電子ピアニスト：吉俣良
- 第7戦　マリンバ場所　勝者：　敗者：　マリンバ演奏：三村奈々恵
- 第8戦　プロ野球応援団場所　勝者：燕山　敗者：虎の里　プロ野球応援団：東京ヤクルトスワローズ・ツバメ軍団　
- 第9戦　のこぎり場所　勝者：玉シャキーン　敗者：シャキーンの花　のこぎり演奏：サキタハヂメ

分け
将棋若しくは囲碁のパロディ。「分け名人」が挑戦者と対戦するという1対1の対局で、碁盤上に並べられた絵札6枚を、ある法則に従って3枚ずつに分けることを、交互に繰り返す。片方がネタ切れで降参した場合、相手の勝ちとなる。なお「分け名人」が敗れた場合は名人交代となり、その挑戦者が新「分け名人」として以降の回で挑戦者との対戦を続けることになる。挑戦者にも「分け○段」といった肩書きがついている。2008年度の下半期のみの放送で、主に木曜日に放送されていた。しかし、2009年2月12日の放送で、2週連続で名人が敗れたため、歴代名人が決勝戦として「分け王将決定戦」が放送された。しかし、3代名人のみ緊急帰国となり不参加となった。
- 6代分け名人：2010年6月7日以降（藤本美貴）

作文カルタ
2009年度に放送されたコーナーで前述の「分け」の後継コーナー。取り札6 - 7枚が畳の上に置かれており、札の絵柄はテーマに沿って統一されている。詠み人が同じテーマに沿った読み札を読み、対局者は取り札を取って（複数枚取っても良い）、読み札を先頭にして文章を作る。その際にその文章が指し示す様子を口頭で説明する。勝てば読み札＋取り札の枚数分の得点がもらえる。1回戦：名人が1 - 2枚取る、2回戦：挑戦者が1 - 2枚取る、3回戦：名人が残り全ての札（4 - 5枚）を取って勝利、というパターンが多い。前年度からの「分け」と同じく、名人が敗北の場合は、「新名人誕生」というテロップが表示される。
- 過去の名人の作品
  - 「ふと、桃放した」（太腿、鼻、舌　テーマ：体と顔の部位）
  - 「母、ラムネか神輿」（歯、腹、胸、髪、腰　テーマ：体と顔の部位）
  - 「子 裸に」（こはだ、カニ　テーマ：お寿司のネタ）
  - 「味見るがいい、暗いか」（アジ、ミル貝、イクラ、イカ　テーマ：お寿司のネタ）
  - 「一人寿司か」（人、リス、鹿　テーマ：動物）

- 過去の挑戦者の作品
  - 「飯、陸地」（目、尻、口　テーマ：体の部位）
  - 「タコス　好き」（タコ、スズキ　テーマ:お寿司のネタ）
  - 「夫勢威、森田抜き」（オットセイ、イモリ、タヌキ　テーマ：動物）

間
2010年度に放送されたコーナー。書道道場を舞台に2つの言葉の「間に入る言葉」を考えるという内容で、生徒2人がそれぞれ回答を出した後、師範が模範解答を提示するという流れ。
シャキーン！のつぼ
日本各地に置かれた「シャキーン！のつぼ」に顔を入れた子供達にテーマに沿った質問をして本音を聞きだすという内容のロケコーナー。「シャキーン！のつぼ」の声はダニエル・カールが担当。放送期間は2010年下半期から同年度末まで。2011年放送分からはコーナー前にテーマソング「シャキーン！のつぼ」が流された。
こっちやろ！
赤と緑のキノコ2人組が、「こっちやろ」「いやこっちやろ」と歌い、どっちがどっちか大きさを比べるコーナー。しかし、最後にはまたけんかになり、比べてみたけど、どっちやろー！と分からなくなる。現在（2011年10月時点）も不定期で放送されている。
どこかで見た景色
日本のどこかをロケにして、『遠くへ行きたい』のメロディーに乗せて紹介するコーナー。お金（10円玉）が重なって誕生するアニメ付。
シャチーン！体操
「チーン」となった瞬間だけ目を開ける目の体操。3つの動きがわかりやすい。
クラップ体操
あやめちゃんとクラップダンサーズが、ある音楽に合わせたクラップを作るコーナー。
ギュウヅメラップ
あやめちゃんとクラップダンサーズが、視聴者からのハガキに関連する言葉をラップで紹介をするコーナー。
シャキーン！スター
2010年度に放送されたコーナー。水曜日と金曜日に放送される、星のキャラクター「シャキーン！スター」が登場するアニメーション。星が現れる時には番組の前半部分で予告が放送され、いくつかのコーナーを放送した後に流れ星の映像として放送される。この星を『番組中に見ることができて、かつ3回願い事を唱える』と『その願いがかなうかもしれない』とされている。
なお、金曜日放送のものはコーナー趣旨が変わっており『見つけられた場合』には『ラッキーな一日を送られるかもしれない』ことになり、星も通常のコーナー映像のどこかに小さく現れる。もちろんいつ、どこに現れるかはわからない。見つけられなかった人のために、星がどこにいたのかがエンディングロール後にリプレイされる。実質的な「スーパージャストタイム」の後継コーナー。
ウロスケ
2010年度から2014年度まで放送されたコーナー。突然画面が真っ黒になり、目と鼻と口だけのキャラクター「ウロスケ」が現れ、視聴者へ合図の後に何かをしろと指令を出す。そうすると、あたかも視聴者がやったかのような展開になる。2011年度からはウロベエがコーナーを取り仕切る。ウロベエのレギュラー降板に伴い終了。
こじつけ川柳
ワクワクワークダンス
2011年度から2014年度まで放送。あゆちゃんが様々な職場へ行き、作業の動作をダンスにするロケコーナー。
シャキーン！観察日誌
2011年度に放送された、花が咲くと幸せになると言われている種の成長を見守るコーナー。全155話。鈴木家の朝の様々な様子と、鈴木家からの影響を受けて育つ種について観察し、ジュモクさんは鈴木家について、あやめちゃんは種についてコメントする。花が咲く前に一家は父の仕事の都合で引っ越した。
鈴木家構成…父（利重剛）、母（池谷のぶえ）、祖父（泉福之助）、娘（相楽樹）、息子（谷端奏人）
一歩先行く星人 / 帰ってきた！ 一歩先行く星人
あいうえお五十音の一つ前の音（例：「おはよう」→「えのゆい」）をしゃべる「一歩先行く星人」の地球での生活を描くショートドラマ。2011年度に放送され、2012年3月28日に最終回を迎えたが2012年度に「帰ってきた！ 一歩先行く星人」として第2シリーズを放送。
ナレーションは堀之紀。
チャイレ星人
2012年度に放送。謎の宇宙人・チャイレ星人が起こす騒動を描くコーナー。星人が発する「チャビーム」を浴びた人間は言葉の間に「チャ」が入るようになってしまう。ナレーターは大塚明夫。
叫べ！ 必殺技
2013年度から2014年度まで放送。毎回悪の組織に追い詰められたナオトが、必殺技のような響きの言葉を叫んでピンチを乗り越えるという内容のショートドラマ。
ドラマの合間に言葉の解説が入る（クーゲルシュライバー=ドイツ語でボールペン、等）。
サムソンのダジャレDE英単語
2013年度に放送。外国人のキャラクター・「サムソン」が、日本語の単語とそれを英訳した英単語をダジャレにして紹介する（絵:よしながこうたく）。
- A あ！ぷるっとしたりんご（りんご、apple）
- B ハチが反復横とび（ハチ、bee）
- C 雲のふっくらうどん（雲、cloud）　
- D 机 ですくすく育つ（机、desk）
- E ひじを支える棒（ひじ、elbow）
- F ノミがしりふり（ノミ、flea）
- G 地面でもぐらうんどうかい（地面、ground）
- H はとの帽子（ぼうし、hat）
- I 愛する氷（氷、ice）
- J 忍者にっこり旅に出る（旅、journey）
- K やかんを受けとる（やかん、kettle）
- L 丸太でくつろぐ（丸太、log）
- M ねずみでございまうす（ねずみ、mouse）
- N 真昼はヌンチャク絶好調（真昼、noon）
- O 油と塩（しお）いる?（油、oil）
- P 真珠を引っぱる（真珠、pearl）
- Q 速 く行く（速い、quick）
- R 村人（むらびと）とうさぎ（うさぎ、rabbit）
- S むすこ、参上！（息子、son）
- T しっぽがふまれている（しっぽ、tail）
- U ゆずを使う（使う、use）
- V 谷がねばります（谷、valley）
- W 「あんたはえらい」と 書く（書く、write）
- X え！くすっ、霊の レントゲン写真（レントゲン写真、X-ray）
- Y 若者たちのゆうすずみ（若者、youth）
- Z ずーっと、動物園 （動物園、zoo）

フラフラリフレッシュ
ナオトがエキストラとともにダンスを行うロケコーナー。
駄洒落家電 ダジャー
2013年度に放送。「駄洒落による世界征服」を目的に作られた家電ロボ・ダジャー（声：小林優子）の活躍を描くショートドラマ。ダジャーは駄洒落を言っているつもりだが、その内容は微妙にずれている。
ひみつのレンコちゃん
2014年度に放送。連呼する事で意味が解る言葉（例：「りとりち」→「ちりとり」、「やきたい」→「たいやき」）を話す「レンコ三姉妹」が行く先々で起こす出来事を描くショートドラマ。
怪しい放送局
2014年度に放送。妖怪が『シャキーン！』の電波を乗っ取り自分たちの番組を行うコーナー。
青鬼　　 声-大倉孝二
ろくろ爺 声-大堀こういち
姉妹地蔵 声-チャラン・ポ・ランタン
天才数学者 56（ゴロー）教授
2016年度に放送。なんでも数字の語呂合わせにする数学者・56教授（田辺誠一）の日常を描くショートドラマコーナー。
2017年3月6日に最終回エピソードを放送し終了。
月曜の男シアター
2017年度に放送された月曜日限定のショートドラマコーナー。数字の語呂合わせが好きな売れない落語家・雑学亭吾郎（田辺誠一)ささいな行動から「生きていること」を実感する男などのドラマをランダムに放送する。
消えゆく世界
「月曜の男シアター」枠の一作。一人の男(田中幸太朗)が毎回「ある動作」が消えていく世界に飛ばされ、なんの動作が消えているのか当てる。2018年2月に最終回が放送された。
5年3組 表情ゆたか先生
表情ゆたか先生（演：山中崇）が生徒達（全員マネキン）に黒板に書かれた表情の使い方とやり方を教える。2017年度は「月曜の男シアター」枠の一作として扱われ、舞台が職員室での一風景に変更。2018年2月19日に最終回が放送された。
イチゴ
玉城ティナ演じるイチゴが、黄色いカードに書かれた苺に関する豆知識やトリビアなどの情報を発表していく（使われたカードは毎回赤い壁に貼られていく）。金曜日には放送されない。2018年3月に最終回を迎えた。
音棒倒し
棒倒しの楽器バージョン。棒を立てた砂山を音で振動するスピーカーの上に置き、二人のギタリスト（またはベーシスト）が交互に自分の楽器を弾いて砂山を崩していき、棒を倒したほうが勝利する。参加者にはチャットモンチーやLUNASEAが登場。後半からは最も勝利数が多いKenKenによるトーナメント制に変更する。2018年3月に放送終了。
きょうのきみは誰タイプ？
2013年度に放送されたエンディングコーナー。4つの選択肢とともに「きょうのキミは何タイプ?」という質問を行い、最後に選択肢ごとのレギュラーキャラが現れる。
ハモっていってきます！
2014年度のエンディングコーナー。指定された音程にそってレギュラーメンバーと「いってきます」のハーモニーコーラスを完成させる。
答えはない
明確に答えることが難しい物のVTRが流れ、視聴者に問いかけを行う。そしてギターを持ったマリオネット人形のハジメくん（声はサキタハヂメ）が「答えはない、答えはない、見方が変われば、色々」と短調のメロディにのせて歌う。
この曲の作曲・歌はサキタハヂメである。
そっくり方言
似ているけれどちょっと違う「そっくり方言」をその都道府県出身の視聴者が喋るコーナー。
30秒の世界
30秒でできるいろいろなことの回数に注目したコーナー。以下は現時点でのランキング。
1位：そろばんの玉をはじく回数：320回　
2位：チワワの歩数：263歩
3位：ドライヤーを振った回数：227回
最下位：剣道で面を打った回数：1回
最下位：まばたきをした回数：1回
20秒ショー
ある時間帯と場所（例：深夜の工事現場）の始まりから終わりまでを20秒の早送りで紹介するコーナー。
カミングスーン
おなじみの年中行事や風物詩を映画の予告編風の字幕で大げさに紹介するコーナー。ナレーションは遠藤憲一。
ものローグ
身の回りの物たちの声や心に注目したコーナー。「もの」の声は、つぶやきシロー担当。
もじ
文字のゲシュタルト崩壊を題材にしたコーナーで、形が似ていて紛らわしいカナ同士が入れ替わって変な言葉になってしまうという内容。
先生シリーズ（かけあい/それはムリ！/指たいそう）
黒板の前の先生と生徒達による授業風景を描くコーナー。
『かけあい』は日本語の慣用表現を学ぶ内容。2008年度から2009年度まで放送。先生と生徒が発音を繰り返す。
『それはムリ！』はスピンオフにあたり、同コーナーの先生が生徒に対して明らかに無理な要求（「宿題が月について調べることなので、今日中に月に行ってきなさい」「廊下を掃除したばかりだから、今日は廊下を踏まずに玄関へ行きなさい」など）を出す。2008年度に放送され、2013年度より復活。たまに教室ではなく校庭で行われることもある。『指たいそう』は先生のみが登場し指体操を行う。2011年度よりスタート。
どこ切る兄弟（姉妹・夫婦）2人兄弟（姉妹・夫婦）が、丸太を切るアニメーション。丸太には、「おしょうがつまってる」など、区切る場所次第で意味が変わる文章(先述の文章なら「おしょうがつ、まってる(お正月、待ってる)」、「おしょうが、つまってる(和尚が、詰まってる)」)が書かれている。いわゆるぎなた読み。キャラクターデザインは、JUN OSONが担当。
どこ切る兄弟
背景の色は緑とピンク。のこぎりの持ち手の色は赤と黄緑。
どこ切る姉妹
背景の色はオレンジ。のこぎりの持ち手の色は黄色。
どこ切る夫婦
背景の色は青。どこ切る兄弟の兄と、どこ切る姉妹の姉が結婚して、夫婦で丸太切りを始めた。
どこ切る姉弟（きょうだい）
背景は野外。どこ切る夫婦の子供である姉弟が丸太切りを行う。後ろでどこ切る夫婦が応援している。
スロットブラザーズ
2010年度下半期から始まった、「どこ切る兄弟」の派生コーナー。文章の接続詞をスロットで変えていきおかしな文章にしていく。
読書家姉妹
2011年度から始まった「どこ切る姉妹」の派生コーナー。本を並べて背表紙を横読みし一つの文章を組み立てるという内容。歌は 葛岡みち・鈴木ゆか が担当。
地図探検隊
地図探検隊の3人が「ぼ、ぼ、僕らは地図探検隊」と歌い、「隊長！こんな所に○○がありますよ！」と、世界地図で日本語と類似している地名を発見して驚く。最後は「世界って、広いなー」と言い締める。
ジャストタイム
最初に表示される秒数を心の中で数えて、その秒数が来たら「ジャストタイム」と叫ぶというコーナー。最大30秒。秒数がカウントしづらいように、気を惹くような映像と音が流れる。
2009年度のみ金曜日に設けられた「スーパージャストタイム」では、『7時○○分××秒』と時間指定で、その指定した時間が来たら「ジャストタイム」と叫ぶ。スタートしてからジャストタイムまでの間は、映像ではなく番組進行のコーナーが流れて、「ジャストタイム」と叫ぶと映像が一時停止し、スーパージュモクが「ジャストタイム中だと忘れておっただろう！」（または、「わしもジャストタイム中だと忘れておったわい」）と言う。大抵はコーナーの境目でジャストタイムになることが多いが、下半期からはコーナーの途中にジャストタイムが割り込むパターンも見られるようになった。この場合、スーパージュモクがワイプで登場して前述の台詞を行い、その後コーナーが再開する。しかし、2009年12月4日時点、時間内に「ジャストタイム」と言えなかった視聴者が多かったためか、このコーナーが一旦終了した。2010年1月8日に5週間ぶりに復活したが、2連続ジャストタイムとなってしまった（ナレーションの小林も「スーパージュモクさん意地悪」と言った）。2010年からはコーナー中に「ジャストタイム」の再放送が入る可能性がある。そのため、視聴者は2回「ジャストタイム」と言わなければならなくなった。
3・3・7拍子
三三七拍子のリズムで声を出していくコーナー。
例えば「マロン（栗）」「メロン」「ペロン（擬音）」を表現した絵の描いてあるカードが表示され、3・3・7拍子のリズムに合わせてそのカードが光る。光ったタイミングでそれを声に出して行く。順番は最初の3拍子は順番どおりだが、最後の7拍子でランダムとなる。これを3回繰り返すが、3回目はこのリズムが早くなる。
三三七拍子は応援で使用される和太鼓と笛の音で表現されており、応援団長がそれを取りまとめえるという形式をとっている。応援団の声はクールポコ。が担当。
2012年度 - 2013年度はチアガール2人が参加。2014年度より新入部員2人が参加。
冴え試し
「今日のあなたは冴えてますか?」というオープニングから始まるコーナー。
カラオケに行った中年男性の歌い声が流れた上で「この歌声はこの3人のうちの誰?」といった問題や、二人の赤ちゃんが映し出された上で「先に寝るのはどちら?」といった問題が出題される。正解へのヒントは一切無く、その名の通りに視聴者の冴え（直感やインスピレーション）が試される。
同じ台本劇場
全く同じ台詞の台本なのに、人物の演じ方が違うと別のストーリーに変化する内容と、台詞を最後から逆に読んで演じると別のストーリーに変化する内容の2パターンがある。
自分で答え合わせクイズショー
2010年度からのコーナー。河童のような格好をした「カッピ」というキャラクターが登場し、視聴者に対して身近にあるもの状態を確かめさせるようなクイズを出題。タイトルの通り「答えは自分で確認する」というスタイルをとっているため、クイズというより記憶力や日常観察力を試すという趣のコーナーである。カッピを演じるのは当番組の構成作家も担当しているピエール杉浦。
ガンス/ガンス2/ガンス3
セットに組み込まれた窓からあゆちゃんやナオトの顔が現われ、顔面ダンスを行う。時々あやめちゃんも登場する。
全問正解クイズ
答えが同じである3つのクイズの答えをクイズを出す前に先に言う。それを聞いていれば、すべてのクイズに全問正解できる、というコーナー。出演は大澤幹朗。
みんなあわせて
ミステリーレポート
身近な暮らしの中にある、少し不思議なこと（例　缶のプルタブが人の顔に見える）を、ホラー映画のように紹介し、その理由を説明する。
シュールインタミ
シルエットだけの男がジェスチャーと共に自分が置かれている状況を説明する。説明される状況は「部屋の床中にタコがいる」など、どれもシュールな内容ばかり。インタミとは「インターミッション」の略。ナレーションは石坂浩二が担当。
怪獣特捜隊
町に怪獣が現れたというシチュエーションで展開されるショートドラマ。まず怪獣が出現、その後特撮ドラマの防衛チームのような姿をした隊員たちが登場し怪獣の外見的特徴を視聴者へ質問するという内容の、記憶力を試すコーナー。
派生として舞台が深海になった『深海生物』バージョンがある。
2017年からは視聴者が投稿してくれた宇宙怪獣捜査隊に変わる。
ウラ鳥
縄跳び、空手の型など、リズムがあるものに合わせ「ウラ鳥」が鳴く。
目玉くん
2012年からスタート。目玉だけのキャラクター・目玉くん（声：大友龍三郎）の視点から物事を観察するコーナー。目玉くんが現れるのはコップの内底など、普段は人の視点から見ることの出来ない場所である。
地味だけど
何かがおかしい
不気味な音楽とともに何処かが変な日常風景を写したショートドラマが流れる。
バビーン！
ある物の名前から濁点や半濁点を付けたり取ったり、替えたりした言葉を発言するコーナー。
におい体操第1・第2・第3
匂いをかぐ動作を体操に見立てるコーナー。ラジオ体操のもじり。2014年度ではタイトルに「第2」、2015年度「第3」が付く。出演は石田武（カンカラ）。
ピタッ
映像に浮かぶ線に物体が完全に重なった時に「ピタッ」というコーナー。スーパージュモクのジャストタイムと並行して行われることがある。
ホラジオ
文字通り『大ほら』を放送するラジオ。
テレパシー実験
視聴者がお題から連想したものをテレパシーとして送ってもらい、テレビ側のゲストがイラストにして受信出来たかどうか試す。
スライドサバイバルレース
様々な物体を載せた台を垂直方向に傾けていき、どの物体が最後まで台の上に残っているかを競うコーナー。
ゆびグランプリ
映像に合わせて人差し指と中指をマラソンのように動かす。
石こうの指クササイズ
画面両脇の石膏像の掛け声にあわせて、石膏に見立てた白塗りの手の指の動きを真似する。
トイレのうた
童謡の歌詞に「ト」を入れて歌うコーナー。
にせ～擬態～
岡江真一郎が歌う、擬態のテーマに合わせ、各地の道路やマンホール、電信柱など、おかしい所があり、最終的に見つかると逃げていくちょっとホラー系のコーナー。
となりのよみこさん
阿佐ヶ谷姉妹演じる音読みしか喋らない音よみこさんと、訓読みしか喋らない訓よみこさんの会話から何について話しているのか当てる。
おしえて！モモエさん
イヌ・サル・キジのキャラクターがモモエの所へやって来て、３つの品物の中からお題の品物の名前はどれなのか教えてもらう三択コーナー。モモエが選ぶ度に三人が変な茶々を入れるのでちゃんと当たったためしがない。おまけに外れると打って変わって馬鹿にしてくる。
忘れてください
番組の最初の方で放送される、どこかズレた金持ちの坊ちゃん『ザリガニくん』が登場するドラマ仕立てのコーナー。エンディングに問題が出題されるが、それに答えられないように途中で内容をしっかり忘れなければならない。
○○ファンクラブ
とある学校の女子グループの会話から、なんのファンクラブが推理する。
ばとこなきてす
上下が全て逆さまになった世界で、謎の男が言葉を教える（謎の男が言っている言葉は切れ目を境に全て逆になっている）。
地底人ガンギキー
地上の文明を盗む為に、地上の辞書編者の言葉に耳をそばだてている地底人ガンギキーが、人間の言葉の意味を聞いて、その物体を再現する（しかし、形状は全く分からない為、本物とは全く異なるものが出来上がる）。
ノロイちゃん
二重人格のキャラクター「ノロイちゃん」（声：新谷真弓）が登場。通常は天使の姿だが、悪魔のような裏人格を見た視聴者は、指でノロイちゃんの姿を隠さないと呪われてしまう。アニメーションはリポグラムが担当。
じゃないがえし
2016年5月31日に始まった新コーナー。二人のキャラクターがある二文字の単語（『だん』や『リン』など）が入った文章を読むが、最後だけ「あれ？〇〇じゃない!!」と返さなくてはならないという引っかけクイズを応用したもの。
動作の歴史
座る、立つといった何気ない動作をドキュメンタリー風に紹介する。
テレコラップ
上鈴木兄弟と佐藤玲が、言いにくい言葉をテレコ（文章の上一文字を逆さまにしただけ）のラップで歌う。
かじりたガール
誰もが一度はやってみたいことを、高橋萌衣が扮するかじりたガールがひとかじりするコーナー。2019年3月6日放送分のかじりたガールスペシャルでめいちゃんと同一人物だということを言っていた。
勝ち負けじゃない手
K.E.N-DIGITがじゃんけんでアクロバティックな手を出す。
イラストで覚える
腕時計の作り方や部屋の片付け方などをイラストで大雑把に説明する映像コーナー。
かもね
眼鏡をかけたサラリーマン風の男性が毎回散々な目に遭う (最初は必ず決まって犬の糞を踏む) 映像が流れ、こうなったのは寝坊したせいだと言うショートアニメ。アニメーションはerror403、ナレーションはかせきさいだぁ。
ウサギ
2018年度に放送。玉城ティナ演じる「ウサギ」がウサギに纏わるトリビアを紹介する。2019年3月にコーナー終了。
鬼Tube
2016年度から2018年度まで放送。鬼ヶ島から配信しているという設定の架空の動画チャンネル「鬼Tube」を舞台に鬼たち（演：西川のりお、POISON GIRL BAND）が鬼の視点で人間の文化や習慣について語る。
鬼が登場するためにモモエはこのコーナーが大嫌いであり、紹介する度にふくれっ面や不貞腐れ顔になっていたが次第に態度を軟化させていき動画で共演した際に意気投合、最後はモモエが鬼ヶ島への移住を決めるという流れでコーナーが終了した。
コードな会議
2018年度に放送。ボス（大和田伸也）を中心にスパイ3人が暗号を交えて行う会議を見て、会話の内容からその暗号が何であるかを考える。2019年3月28日に最終回エピソードを放送しコーナー終了。
かぶせてきましたね
2018年度に放送。慣用句が示す意味とその言葉が一致するシチュエーションで、その慣用句を解説する。出演は戸次重幸。
それをやっちゃあ おしまいよ！
2018年度に放送。角野卓造扮するドラマのエキストラが、ドラマ内のさまざまなシチュエーションで普通を装って突拍子もないことをする。
未来からきた先生
二階堂ふみ演じる「未来から来た先生」が、現代の事物に対して未来では区別するために異なる用語となっている(いわゆるレトロニム)ことを生徒に教える。最終回では、生徒が実は未来でタイムマシンを完成させ、先生を現代に送り込んだことが判明する。

### 過去のアートコーナー
シンプルアート / 色々イメージ
単純だが、見方によって2種類に見える絵を紹介するコーナー。
ミラーアート
木の洞に住んでいるシマシマさん（イクイプメン）が、毎回鏡を使った遊びをする。道具などを使ってある物を表現する。
地図アート
その白紙の地図の都道府県に絵を描いていくアニメーション。その都道府県が何かを表現する。
順番作品
ある美術館の中、謎の3人がそれぞれ順番に並んでいることから、作品001「ボールのサイズが大きい順番」などの順番につなげていく。
曲は、ヴィヴァルディ作曲の四季から「冬」第2楽章が使われている。
影絵動物園
手の影絵で様々な動物を表現するコーナー。
逆さ文字アート
2009年11月からスタートした。毛筆で達筆で書いた言葉が180度回転すると別の言葉になる。「たる」が「さけ」になったり、「やきいも」が「たいやき」に変わったりする。
鏡の国アート
おしぼりアート
シャキーン！ザ・ナイトのみで放送された。おしぼりが、人形や動物になって、人間たちを混乱に陥れたり、助けたりする。
服の神
おしぼりアートと週替わりで放送された。服を大切に扱わないと、服で作られた顔の服の神が、が天罰を下す。しかし、天罰は大抵地味である。【例】「チクチク地獄」など

### 過去のアニメコーナー
おべとも学園
2008年度から2012年度まで毎週火曜日に放送されていたアニメコーナー。obetomo（岡部知子）製作。毎週金曜日とシャキーン・ザ・ナイトは再放送
子どもの世界によくある話を取り上げている。「おべとも」は主人公の女の子の名前。登場人物は「ウィウィウィ」としか喋らない。2013年3月19日に最終回エピソードを放送し終了。
かずことばなし
2009年度から2011年度の隔週に1回の月曜日に放送されていたアニメーション。
数字が2つ含まれることわざや慣用句（「一か八か」や「七転び八起き」など）に沿ったコントを2つの漢数字が演じ、最後に意味を説明する。
笑いのSHOW学校
2009年度から2011年度の隔週に1回の月曜日に放送されていたアニメーション。
学校にある文具2つ（場合によっては3つ）が黒板の前に立ち、片方がツッコミ、もう片方がボケで漫才を演じる。
株式会社ZOO
動物が会社を立ち上げるというアニメーション。放送期間は2010年1月 - 10月で「たべものがたり」と入れ替わる形で終了。
「動物のもっているある性質を使えばエコにつながる」という発想から、その性質を利用した商品を販売するのがこの会社の仕事。実際には使い物にならなかったり、長所より欠点のほうが目立などでクレームが多発。売り上げよりも損益のほうが大きいというオチがつく。
クノーチェ
2010年度に放送された、シャキーンの木に住まうガラクタ達の過去が語られるアニメーション。タイトルの「クノーチェ」はコーナーの語り部である、後にシャキーンの木となる大樹の名前。
あやめちゃん・ジュモクさん・ネコッパチのそれぞれの過去も描かれ、2011年3月17日放送の最終回エピソードにて番組の始まりへ繋がるという、それまでの番組内設定を総括した内容で締めくくった。
たべものがたり
食べ物のキャラクターたちが織り成す会話劇のアニメーション。「魚は海魚と川魚に分けられる」等、毎回食べ物に関するウンチクをテーマにストーリーが展開する。楽しく食育できるコンテンツ。
フリッジ
2012年度に放送されたショートアニメ。擬人化された冷蔵庫の食べ物たちの日常を描く。アニメーション制作はROBOT。
迷宮家族 / 迷宮家族II
2013年度から2014年度まで放送。火曜日に放送されたアニメコーナー。アニメーション制作はOHRYS BIRD。
前年度まで放送されていた『おべとも学園』の実質的な後枠作品。突如、異世界の迷宮に迷い込んだ5人の家族が迷宮脱出を目指して織りなすショートアニメ。基本的に1話完結型で、本末転倒な結末になりてんとう虫がツッコミを入れて終わることが多い。2015年3月24日に最終回エピソードを放送し終了。
声の出演
本末ユウキ
声 - 粕谷吉洋
本末アゲハ、河童、妖精
声 - 牧口真幸
本末イチロウ、狼、道具屋、バスの運転手
声 - 佐々木啓夫
本末ノリコ、占い人、勇者(女)、妖精(姫)
声 - 松来未祐
おばあちゃん、妖精、妖精長老
声 - ふくまつ進紗
てんとう虫、勇者、妖精
声 - 阪口大助

謎新聞ミライタイムズ
2015年度 - 2017年度に放送。謎の組織・シルクハット団が発行する謎の壁新聞「ミライタイムズ」に記される事件を未然に防ぐべく、新聞部の少年トキオと少女キョウコが謎に挑む推理アニメ。毎週水曜日に問題編、金曜日に解答編を放送。アニメーション制作はNEFT FILM、謎制作はSCRAP。問題と解答は放送された後に番組サイトに記載されている。
2018年2月23日に最終回エピソードを放送し終了。
声の出演
トキオ
声 - 米内佑希
キョウコ
声 - 赤﨑千夏
シルクハット団 団長
声 - 三木眞一郎

クルーズモンスター
2018年度 - 2020年度に放送されたアニメコーナー。
主人公の小学生・セイジが謎のモンスター「ピチピチ」の言葉を解読し「サン球」と呼ばれるアイテムを集めていくという内容。毎週水曜日に問題編、金曜日に解読編を放送。
2021年3月19日に最終回エピソードを放送し終了。

## スタッフ
- 企画 - 倉本美津留
- 構成 - ブルースカイ、ピエール杉浦
- 音楽 - サキタハヂメ
- セットデザイン - 富永まい
- 制作 - HKエデュケーショナル
- 制作協力 - DIRECTIONS